# ゲット (ホームセンター)
株式会社ゲットは、かつて存在した茨城県つくば市に本社を置き、群馬県と千葉県で同名のホームセンターを経営していた企業。ホーマック株式会社（後のDCM）の子会社であった。

## 歴史
1995年（平成7年）11月1日、株式会社ゲット設立。当初の本社所在地はつくば市梅園2-27-12であった。社名の「GET」は、「Good service（最良のサービスを）、Everybody･everyday（みんなに毎日）、Thanks（感謝を込めて）」（引用）という思いを込めて命名したものである。1997年（平成9年）10月、1号店を群馬県館林市に、1998年（平成10年）10月には2号店を千葉県野田市にオープンした。
2001年（平成13年）8月22日、ゲットの発行済株式総数の90パーセントをホーマック株式会社が取得。ホーマックはゲットを子会社化することで、関東地方での経営基盤強化につなげる考えを持っていた。同年11月、ゲットは本社をつくば市二の宮に移転している。
その後、2006年（平成18年）9月にゲットおよびホーマック両社がそれぞれの取締役会において合併契約書を承認決議し、同年12月1日にゲットがホーマックに吸収される形で合併。株式会社ゲットは解散した。

## 店舗

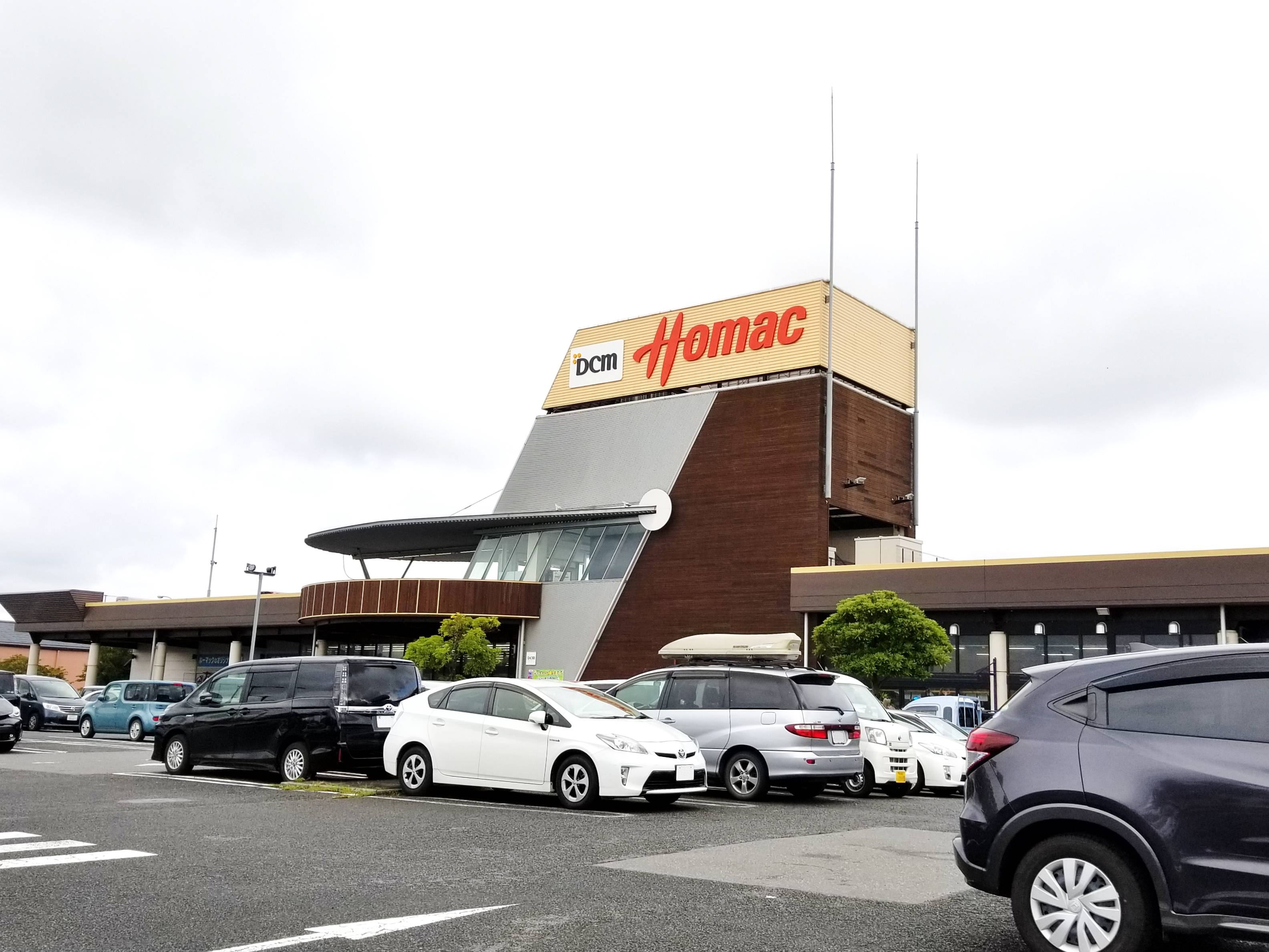
DCMホーマック野田みずき店（かつてのゲットホームセンター野田みずき店）

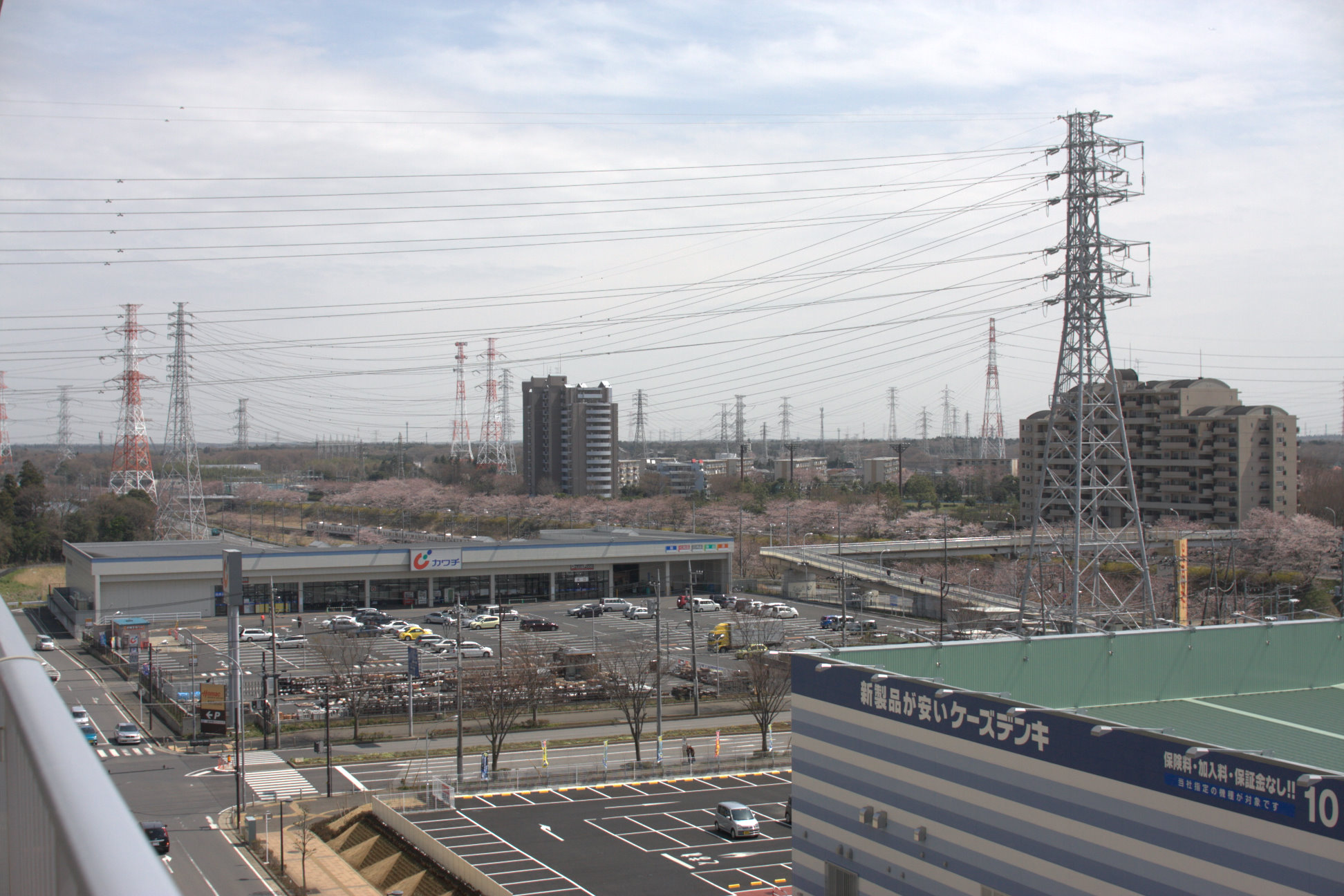
カワチ薬品白井店（かつてのゲットホームセンター白井店Work館）

2,000坪以上の大型店を展開。将来4店舗目を開店させ、売上高200億円を目指していた。
なお、本社所在地である茨城県には一度も出店していない。
館林店
- 所在地：〒374-0004 群馬県館林市楠町3622-4
- 1997年10月開店。
- ホーマックに引き継がれず閉店。その後、跡地は2006年11月にケーズデンキが開店したが、2017年8月21日に閉店）。その後、同年11月22日にホーマックと同じくDCM系列であるケーヨーデイツー館林アゼリアモール店が開店した。

野田みずき店
- 所在地：〒278-0027 千葉県野田市みずき3-1
- 1998年10月開店。
- 現：DCMホーマック野田みずき店。

白井店
- 所在地：〒270-1400 千葉県白井市笹塚1-2-1
- 2003年（平成15年）3月開店。建物は鉄骨構造の3階建てで、延床面積2万2,763.73平方メートル。
- 現：DCMホーマック白井店及びカワチ薬品白井店。

## 関連会社
2006年7月当時の公式ウェブサイトによる。
- ホーマック株式会社（現・DCMホーマック株式会社）
- ホーマグリーン株式会社
- ガーデナー株式会社
- プロメンテ株式会社
- ダイレックス株式会社
- ノーステックテレコム株式会社
- 株式会社ツルヤ（現・株式会社ホーマックニコット）
- DCM Japan株式会社（現・DCMホールディングス）